# Хварамира
Хварамира, Харамира, Варамира — правитель Парадана во второй половине II века из династии Паратараджей.
Имя Хварамиры означает «слава Митре» или «славный Митра». Он правил около 165—175 или 190—200 годов, являясь, по всей видимости, третьим и последним сыном Йоламиры, а предшественником Хварамиры на троне был его брат Арджуна. В обоснование этого вывода исследователь П. Тэндон указал, что ни одна из монет Хварамиры не имеет непосредственной связи с монетами Йоламиры и Багамиры, в отличие от Арджуны. По всей видимости, при Хварамире чеканились только драхмы и дидрахмы. Известны три типа его нумизматического материала: со штампом Арджуны; с новым штампом и со свастикой, направленной вправо; со свастикой, обращенной влево. На всех монетах на аверсе размещён бюст самого правителя. Сыновьями Хварамиры были Мирахвара и Миратахма, занявшие в свою очередь престол Парадана.